# EM (zespół muzyczny)
eM – polska grupa muzyczna powstała w roku 1993 w Trójmieście, gra alternatywną odmianę rocka.

## Kariera
Grupa eM powstała 1993 roku. Jej założycielem był Mariusz Dalecki – Maridal, wokalista, gitarzysta i autor tekstów.
W 1998 roku grupa wydała swoją pierwszą kasetę "Nie – bieskie".
W 2001 zespół eM nagrał cover "To Wish Impossible Things" brytyjskiej grupy The Cure. Piosenka wyszła na płycie: Prayers for Disintegration: A Tribute to The Cure (Black Flames Records).
W 2003 roku grupa wygrała konkurs "Ekspresowy Start" organizowany w ramach autorskiej audycji Pawła Kostrzewy Trójkowy ekspres emitowanej w Programie Trzecim Polskiego Radia. Zwycięska piosenka "Tramwaje jak komety" została wydana na płycie "Trójkowy Ekspres – Polska-Europa".
W 2004 roku eM nagrało płytę "Kilka wyjść", którą promowały single: "W mojej głowie" i "Kilka wyjść" (piosenka dotarła do 5 miejsca Listy Przebojów "Trójki"). W tym samym roku zespół wystąpił na festiwalach TOPtrendy i Węgorzewo oraz odbył dwie trasy koncertowe z grupą Myslovitz.
W 2006 roku grupa weszła do studia, by zarejestrować drugą płytę pod tytułem "Taniec skośnookich delfinów". Premiera płyty miała miejsce w czerwcu 2006 roku. Promowały ją single: "Na jednej fali", "Być jak Clint Eastwood". W tym samym roku zespół wystąpił na festiwalu Union of Rock w Węgorzewie.
Jesienią 2009 roku eM rozpoczęło prace nad nową płytą. Producentem nowego albumu byli Dominik Kuśmierczyk i Mariusz Dalecki. Za mastering odpowiadał Richard Dodd, który współpracował z takimi artystami jak: Kings of Leon, Green Day czy Johnny Cash.
Nowy album "Emocje" opublikowano jesienią 2010 roku. Promowały go single: "Metki", "Mój koniec to śmiech" i "Trudna świadomość". Płyta została wydana w limitowanej serii 333 egzemplarzy przez niezależne wydawnictwo NegNug Records.
Jesienią 2013 roku eM zagrało w Radio Gdańsk koncert pt: "Jubileusz 10/20". Materiał z tego koncertu został zarejestrowany i opublikowany w 2014 roku na płycie pt.: "Maridal eM & Goście LIVE 2013". Realizatorem tego materiału był Richard Dodd – laureat pięciu nagród Grammy. Album wydało wydawnictwo NegNug Records w limitowanej serii 444 egzemplarzy. Promował go singiel "Po prostu normalnie".

## Dyskografia
| 2004                           | Kilka wyjść - Data: 22 marca 2004 - Wydawca: Pomaton EMI                                                        | 20 |
| 2006                           | Taniec skośnookich delfinów - Data: 26 czerwca 2006 - Wydawca: Polskie Radio                                    | —  |
| 2010                           | Emocje - Data: 23 października 2010 - Wydawca: NegNug Records - nakład limitowany 333 egz.                      | —  |
| 2014                           | Maridal eM & Goście. Live 2013 - Data: 17 listopada 2014 - Wydawca: NegNug Records - nakład limitowany 444 egz. | —  |
| "—" pozycja nie była notowana. | |    |